# Clas Blechert Trozelius

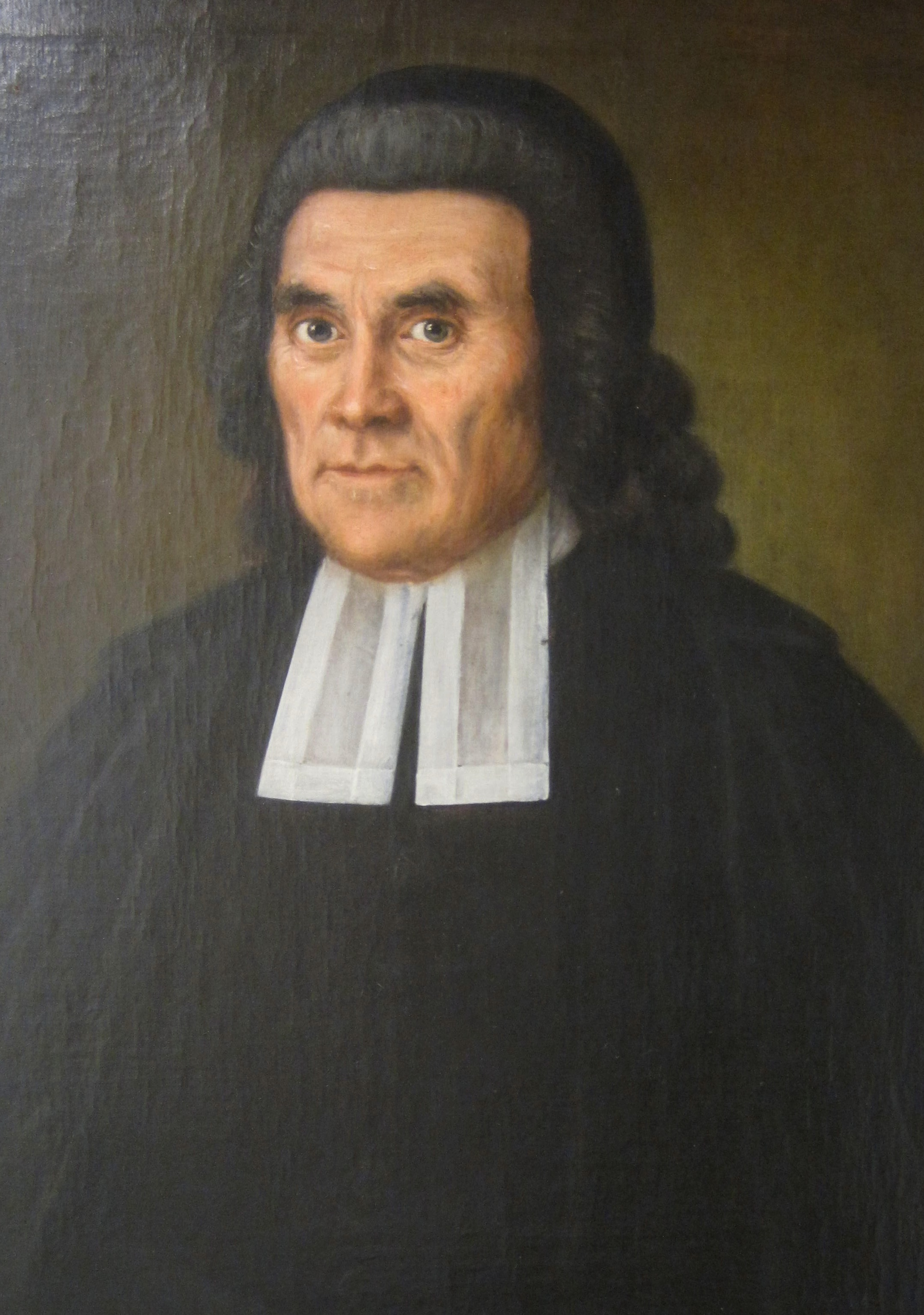
Clas Blechert Trozelius på en målning ur Lunds universitets konstsamling.

Clas Blechert Trozelius, född i augusti 1719 i Lofta socken i Kalmar län, död den 1 november 1794 i Lund, var en svensk präst, ekonomisk författare och professor.
Trozelius blev student vid Uppsala universitet 1737, i Lund 1741, filosofie magister 1745 och docent i praktisk filosofi. Han studerade emellertid mest ekonomi, företog 1748 en studieresa genom flera av rikets landskap och utnämndes 1750 till docent i ekonomi vid Uppsala universitet samt höll där talrikt besökta föreläsningar, medan han själv uppmärksamt följde Carl von Linnés lektioner. År 1754 kallades han av dåvarande pastor primarius Göran Klas Schröder till hans adjunkt, prästvigdes samma år och blev 1756 hovpredikant. Under åren 1758-86 var han ekonomie professor i Lund. Det påstås, att denna befordran, som skedde mot det akademiska konsistoriets förslag, varit en belöning av universitetskanslern Palmstierna för den av Trozelius utförda översättningen av en engelsk skrift: Anmärkningar öfver svenska historien (1757), utgiven i mösspartiets intresse med anledning av 1756 års händelser.
Trozelius kunde nu i full frihet ägna sig åt en författarverksamhet, som bredvid sina något löjliga sidor även hade flera aktningsvärda. I 109 akademiska avhandlingar meddelade han resultaten av sina undersökningar inom ekonomin, mestadels disputerande på svenska. Bland de många ämnen han behandlade kan följande nämnas: Stenhusbyggnads nytta (1760-61), Beskrifning på fabriker i Göteborg (1761), Vetenskapernas tjenstverk (1763-64), Nyttan af ägornes läggande i storskifte (1767) och Rätta delningsgrunden vid storskifte (1772). I vissa fall behandlar avhandlingarna enskildheter, som förefaller mindre passande för en professor, såsom då han lämnar beskrifning på en hackelsemaskin (1776) eller bevisar nyttan och nödvändigheten av en mellan Visingsö och Gränna inrättad paketbåt (1784). Hans litterära verksamhet inskränkte sig för övrigt till ett par latinska och några svenska tal, två predikningar, Beskrifning på en trösk-machin (1754) samt Om klåckare inrättningen i Skåne och Blekinge (1781).
Trots sina små inkomster (först 1769 tilldelades han kyrkoherdebeställningen i Hardeberga och Södra Sandby) kunde Trozelius skapa en förmögenhet, av vilken han anslog icke obetydliga summor till stipendier och lön för en ekonomie adjunkt i Lund. Han var flera gånger invecklad i tidningspolemik, senast med anledning av disputationen Tanckar om crono-bränneri-inrättning (1776), där han bestämt försvarar densamma.